# Sutselva
Die Sutselva ist ein Gebiet im Kanton Graubünden. Es handelt sich um die (ganz überwiegend früher) rätoromanischsprachigen Gebiete unterhalb des Flimserwaldes (Uaul Grond). Es reicht von Trin im Norden bis ins Schams im Süden.
Die gesprochenen romanischen Dialekte der Sutselva gehören zum Sutsilvan. Auf der Ebene der Schriftsprache wird aber in der Region Imboden das benachbarte Sursilvan verwendet.